# Nobuta wo Produce
Nobuta wo Produce (野ブタ。をプロデュース, Nobuta. wo Purodyūsu) est une série télévisée japonaise de dix épisodes de 48 à 53 minutes basée sur un roman homonyme de Gen Shiraiwa, et diffusée entre le 15 octobre et 17 décembre 2005 sur NTV.
Cette série est inédite dans tous les pays francophones.

## Histoire
La série raconte une amitié improbable entre trois lycéens : Shuji, un jeune homme prêt à tout pour maintenir sa popularité malgré le mépris qu'il porte aux autres ; Akira, le marginal maladroit et dégingandé ; Nobuta, la nouvelle du lycée, introvertie et rapidement maltraitée par ses camarades. Les jeunes hommes, touchés par la détresse de Nobuta, décident secrètement d'en devenir les producteurs pour en  faire la fille la plus populaire du lycée. Mais malgré leur bonne volonté (réelle) et leur imagination (débridée), les difficultés s'enchaînent et les obstacles s'accumulent, révélant parfois un visage bien noir de l'humanité.
Presque malgré eux, les trois adolescents noueront une amitié qui changera profondément leur manière d'envisager la vie et l'avenir.

## Distribution
- Kazuya Kamenashi : Shūji Kiritani (桐谷 修二)
- Tomohisa Yamashita : Akira Kusano (草野 彰)
- Maki Horikita : Nobuko Kotani (小谷 信子) (aka Nobuta)
- Erika Toda : Mariko Uehara (上原 まり子)

## Anecdotes
- Le 4 avril 2020, alors que Kazuya Kamenashi et Tomohisa Yamashita sont les invités de l'émissions Arashi ni Shiyagare, ce dernier avoue qu'il a totalement improvisé le comportement de son personnage (Akira Kusano) lors du tournage de la série. Alors que le réalisateur (Iwamoto Hitoshi[1]) lui demande de jouer un personnage sérieux, élève doué et carré, Yamashita prend le sens inverse. Il avoue que sa seule raison était qu'il était dans une période rebelle où il n'avait pas envie de faire ce qu'on lui demandait. Heureusement, le côté décalé du personnage fera le bonheur du réalisateur et des téléspectateurs. Un caractère qui font d'Akira un personnage mythique des séries télévisées japonaises.
- Les deux acteurs principaux chantent le générique de fin de la série : Seishun Amigo[2].